# Sjeverni cakchiquel (jezik)
Sjeverni cakchiquel jezik (ISO 639-3: ckc, povučen), nekad priznat kao samostalan jezik, dijalekt je jezika cakchiquel [cak], majanska porodica, kojim govori oko 24 000 ljudi (2000 SIL) u južnogvatemalskom departmanu Chimaltenango u i oko gradova San Martín i Santa Ana Chimaltenango.
Njegov identifikator povučen je iz upotrebe 16. 1. 2009 i uklopljen je u kakčikelski [cak].

## Vanjske poveznice
- Ethnologue (14th)
- Ethnologue (15th)
- Northern Kaqchikel